# Сельва, Никола
Никола Сельва (итал. Nicola Selva; род. 4 июля 1962, Сан-Марино) — сан-маринский политик и спортсмен, с 1 апреля по 1 октября 2019 года капитан-регент Сан-Марино вместе с Микелой Муратори. Легкоатлет, участник летних Олимпийских игр 1992 года в Барселоне.

## Биография
Никола Сельва родился в июле 1962 года в столице государства Сан-Марино.
С ранних лет увлекался спортом, бег на короткие дистанции. В 1992 году он принял участие в летних Олимпийских играх в Испании. Где участвовал в мужской эстафете 4 x 100. Команда Сан-Марино выбыла из борьбы на начальном этапе. Также он закончил институт в итальянском городе Римини, по специальности машиностроение.
Далее он увлекся политикой, входил в некоторые партии. С 2006 года избирается в парламент республики. Затем участвовал в создании центристской либеральной партии Республика будущего и вместе с ней был в 2016 году избран в парламент республики. В марте 2019 года он был избран капитан-регентом Сан-Марино и занимал этот пост до октября 2019 года.